# 2014 na televisão
Nesta página encontram-se os fatos, estreias e términos sobre televisão que acontecerão durante o ano de 2014.

## Na América do Norte

### Eventos

#### Janeiro
- 4 de janeiro — Estreia o anime Naruto Shippuden no Toonami Americano.

#### Fevereiro
- 2 de fevereiro — Fox transmite o Super Bowl XLVIII.[1]
- 6 de fevereiro — Termina The Tonight Show With Jay Leno na NBC.
- 7 de fevereiro
  - A NBC começará a sua cobertura dos Jogos Olímpicos de Inverno de 2014 em Sochi, na Rússia.[2]
  - Termina Late Night with Jimmy Fallon na NBC.
- 16 de fevereiro - Termina a série da Disney Boa Sorte,Charlie!, criada por Phil Baker e Drew Vaupen.
- 17 de fevereiro — Estreia The Tonight Show Starring Jimmy Fallon na NBC.
- 24 de fevereiro — Estreia Late Night with Seth Meyers na NBC.

#### Março
- 2 de março — ABC transmite o Oscar 2014.[3]
- 30 de março — Termina Piers Morgan Live na CNN.
- 31 de março — A CBS exibe o último episódio de How I Met Your Mother.

#### Abril
- 10 de abril — A CBS anuncia que Stephen Colbert será o sucessor de David Letterman no comando do The Late Show em 2015.
- 13 de abril — A MTV americana transmite o MTV Movie Awards de 2014.

#### Maio
- 15 de maio — A CBS anuncia que a série Two and a Half Men será encerrada na 12ª temporada, que estreia no próximo outono americano.
- 19 de maio — Estreia Sailor Moon na Hulu e no Neon Alley.[4] (site de streaming de animes da Viz Media).

#### Julho
- 5 de julho — Estreia Sailor Moon Crystal na Hulu e Neon Alley, simultaneamente com o Japão.
- 17 de julho — Termina Sam & Cat, na Nickelodeon.

#### Agosto
- 24 de agosto — Vai ao ar o VMA 2014 na MTV e nas MTV's de todo o mundo.
- 25 de agosto — Vai ao ar o 66º Primetime Emmy Awards, na NBC.

#### Setembro
- 1 de setembro — David Muir substitui Diane Sawyer, na apresentação do ABC World News na ABC.
- 22 de setembro — Estreia Gotham na Fox.
- 23 de setembro — Estreia Forever na ABC.
- 30 de setembro — Estreia Selfie na ABC.

#### Outubro
- 1 de outubro — Estreia Stalker na CBS.
- 7 de outubro — Estreia The Flash no The CW.
- 12 de outubro — Estreia a quinta temporada de The Walking Dead na AMC.[5]

#### Novembro
- 8 de novembro — Estreia Sonic Boom no Cartoon Network.

#### Dezembro
- 9 de dezembro — A CBS exibirá a edição 2014 do Victoria's Secret Fashion Show.[6]
- 18 de dezembro — Termina The Colbert Report no Comedy Central.
- 31 de dezembro - O canal G4 TV encerra suas transmissões.

## Na Ásia

### Eventos

#### Janeiro
- 5 de janeiro — Estreia Gunshi Kanbei, na NHK.
- 11 de janeiro — Estreia a segunda temporada de Nogibingo! na Nippon Television.
- 26 de janeiro — Termina DokiDoki Precure, na TV Asahi.

#### Fevereiro
- 2 de fevereiro — Estreia HappinessCharge Precure, na TV Asahi.
- 9 de fevereiro — Termina Zyuden Sentai Kyoryuger na TV Asahi.
- 16 de fevereiro — Estreia Ressha Sentai ToQger, na TV Asahi.

#### Março
- 2 de março
  - A NHK exibe o Nodojiman Grand Champion Taikai 2014.
  - Termina Cardfight!! Vanguard: Link Joker na TV Tokyo.
- 9 de março — Estreia Cardfight!! Vanguard: Legion Mate na TV Tokyo.
- 11 de março — A NHK exibe o For Tomorrow: 3 Years After Earthquake - The Concert direto do NHK Hall.
- 23 de março — Termina Yu-Gi-Oh! Zexal na TV Tokyo.
- 28 de março — Termina AKB Kousagi Doujou na TV Tokyo.
- 29 de março
  - Termina a segunda temporada de Nogibingo! na Nippon Television
  - Termina Gochisosan, a 89ª asadora da NHK.
  - A NHK exibe um episódio especial do AKB48 SHOW! com um compacto do primeiro concerto realizado no Kokuritsu. O concerto do dia seguinte foi cancelado devido a uma forte chuva.
- 30 de março
  - Termina Toriko na Fuji Television.
  - Termina Saint Seiya Omega na TV Asahi.
- 31 de março — Estreia Hanako to Anne, a 90ª asadora da NHK.

#### Abril
- 1 de abril — A Nippon Television exibe um episódio especial de AKBingo!, em homenagem a graduação de Yuko Oshima.
- 2 de abril
  - Estreia Marvel Disk Wars: The Avengers na TV Tokyo.
  - Estreia Renai Sousenkyo na Fuji Television.
- 4 de abril — Estreia Kenkou Switch na TV Tokyo.
- 5 de abril
  - Estreia Hotel King na MBC.
  - Reestreia Fairy Tail, na TV Tokyo, a partir do episódio 176 (seguindo a ordem cronológica dos episódios, desde que o anime entrou em hiato em março de 2013).
  - Estreia Pretty Rhythm: All-Star Selection na TV Tokyo.
  - A NHK exibe o especial de graduação de Yuko Oshima, no AKB48 SHOW!.
  - Estreia Ah, Love Hotel na WOWOW.
- 6 de abril
  - Estreia a 2ª temporada de Love Live! na Tokyo MX.
  - Estreia One Week Friends, na Tokyo MX.
  - Estreia a fase Boo, de Dragon Ball Kai, na Fuji Television.
  - Estreia Yu-Gi-Oh! Arc-V na TV Tokyo.
- 9 de abril — Estreia Soul Eater Not! na TV Tokyo.
- 10 de abril — Estreia Knights of Sidonia na Netflix e TBS.
- 12 de abril — A TV Tokyo completa 50 anos.
- 18 de abril — Estreia Sailor Zombie na TV Tokyo.
- 27 de abril — Estreia Itano Paisen! na TBS.

#### Maio
- 31 de maio — A TBS exibe o programa especial Sayonara Kokuritsu - Final For The Future, último evento do Estádio Nacional de Tóquio que deve ser reinaugurado em 2019.

#### Junho
- 7 de junho — A BS Sky Perfect e a Fuji Television transmitem o 6º Sousenkyo do AKB48 (G48).
- 8 de junho — A NHK transmite o concerto de graduação de Yuko Oshima.
- 9 de junho — A Fuji Television transmite a edição especial de Hey! Hey! Hey!, com o último stage de Yuko Oshima direto do AKB48 Theater.
- 14 de junho — Vai ao ar o Video Music Awards Japan ou VMAJ 2014 na MTV do Japão.
- 23 de junho — Termina Sailor Moon no Animax.[7]
- 29 de junho — Termina a 2ª temporada de Love Live! na Tokyo MX.

#### Julho
- 2 de julho — Estreia Free! - Eternal Summer na Tokyo MX.
- 5 de julho
  - Estreia Sailor Moon Crystal na Niconico.
  - Estreia Sword Art Online II na Tokyo MX.
- 18 de julho — Termina Sailor Zombie na TV Tokyo.
- 27 de julho — Termina Hotel King na MBC.

#### Agosto
- 2 de agosto — Estreia Mama na MBC.
- 5 de agosto — A Nippon Television transmite o 300º episódio do AKBingo! desde sua estreia, em 1 de outubro de 2008.
- 13 de agosto — A Fuji Television transmite o 2014 FNS Natsu no Uta Matsuri.
- 30 e 31 de agosto — A Nippon Television transmite a 37ª edição do 24-Hour Television.
- 31 de agosto — Estreia One Piece 3D2Y na Fuji Television.

#### Setembro
- 2 de setembro — Termina Soul Eater Not! na TV Tokyo.
- 7 de setembro — O programa Inkigayo da SBS presta uma homenagem a Go Eun-bi e Kwon Ri-se do grupo Ladies' Code.
- 17 de setembro
  - A BS Sky Perfect transmite o 5º AKB48 Janken Tournament direto do Nippon Budokan.
- 22 de setembro — Estreia Secret Door na SBS.
- 24 de setembro — Termina Free! - Eternal Summer na Tokyo MX.
- 26 de setembro — Termina Renai Sousenkyo na Fuji Television.
- 27 de setembro
  - Termina Hanako to Anne, a 90ª Asadora da NHK.
  - A NHK World exibe a primeira parte do especial Japan Night.
- 28 de setembro
  - Termina Shin Domoto Kyodai na Fuji Television.[8]
  - A NHK World exibe a segunda parte do especial Japan Night.
- 29 de setembro — Estreia Massan, a 91ª Asadora da NHK.

#### Outubro
- 4 de outubro — O AKB48 Show! completa 1 ano no ar e estreia sua segunda temporada com um episódio especial direto do AKB48 Theater.
- 6 de outubro — Estreia a 3ª temporada do Nogibingo! na Nippon Television.[9]
- 14 de outubro — Estreia Sayonara Watashi na NHK.
- 15 de outubro — Estreia AKB Shirabe na Fuji Television.
- 24 de outubro — Estreia Kurofuku Monogatari na TV Asahi.

#### Novembro
- 16 de novembro - Começa a exibição do Animelo Summer Live 2014: Oneness na NHK BS Premium.

#### Dezembro
- 3 de dezembro
  - A Fuji TV transmite o 2014 FNS Music Festival
  - A Mnet transmite o MAMA 2014 (MNet Asian Music Awards).
- 9 de dezembro — Termina Sayonara Watashi na NHK.
- 12 de dezembro - Termina Kurofuku Monogatari na TV Asahi.
- 13 de dezembro - A BS Sky Perfect transmite o concerto de natal do Nogizaka46.
- 20 de dezembro - Termina Sword Art Online II na Tokyo MX.
- 21 de dezembro
  - Termina Gunshi Kanbei, na NHK.
  - Termina a exibição do Animelo Summer Live 2014: Oneness na NHK BS Premium.
- 22 de dezembro
  - Termina a 3ª temporada do Nogibingo! na Nippon Television.
  - A NHK World Premium exibe o programa Babymetal Genshō ~Sekai ga Nekkyō Suru Riyū~, um especial sobre o grupo Babymetal e sua turnê mundial, com cenas de sua apresentação em Londres.[10][11]
- 26 de dezembro - A TV Asahi transmite o Music Station Super Live 2014
- 30 de dezembro - A TBS transmite o Japan Record Awards 2014.
- 31 de dezembro
  - A TBS transmite o 15º Countdown's TV Premium de passagem do ano ao vivo, inciando as comemorações dos 60 anos da TBS.
  - A NTV transmite o 12º Downtown's Eu não sou um jovem errante! especial: não queremos rir.
  - A NHK transmite o 65º Kouhaku Utagassen.
  - A TV Tokyo transmite a Passagem do Concerto Silvestre de Tóquio 2014-2015
  - A TV Asahi transmite um programa especial de fim de ano
  - Vai ao ar na Fuji Television, o Johnny's Countdown 2014-2015.

## Na Europa

### Programas e Emissoras

#### Março
- 31 de março — Termina a exibição de Sailor Moon no Canal Panda Portugal.

#### Maio
- 6, 8 e 10 de maio — Vai ao ar pelas emissoras de TV da Europa o Eurovision 2014 - #JoinUs.

#### Junho
- 13 de junho
  - Termina Praça da Alegria na RTP1, até sua reestreia em setembro de 2015.
  - Termina o programa Portugal no Coração na RTP1.

#### Julho
- 26 de julho — A SIC transmite a Festa de Verão.

#### Agosto
- 1 de agosto — Termina a temporada de Alô, Portugal, que volta das férias em 1 de setembro.
- 4 de agosto — Estreia Camilo, o Presidente na SIC, durante as férias do Alô, Portugal.

#### Setembro
- 1 de setembro — O programa Alô, Portugal retorna das férias.
- 22 de setembro — Estreiam Agora Nós e Há Tarde na RTP 1.[12]

#### Outubro
- 2 de outubro — Termina Boa Tarde na SIC.
- 6 de outubro — A SIC completa 22 anos no ar, desde sua primeira transmissão. No mesmo dia estreia Grande Tarde.

#### Dezembro
- 1 de dezembro - Estreia WTF Appy Hour no +TVI.
- 10 de dezembro - O apresentador José Figueiras receberá em Nova York um prêmio da ONU, o Portuguese-Brazilian Awards

## Mortes
| Data           | Nome                  | Profissão                               | Nacionalidade  | Observações | Ref    |
| -------------- | --------------------- | --------------------------------------- | -------------- | ----------- | ------ |
| 17 de março    | Ken Utsui             | ator                                    | Japão          | n. 1937     |        |
| 15 de junho    | Casey Kasem           | ator                                    | Estados Unidos | n. 1932     |        |
| 11 de agosto   | Robin Williams        | ator e comediante                       | Estados Unidos | n. 1951     |        |
| 4 de setembro  | Joan Rivers           | atriz, comediante e apresentadora de TV | Estados Unidos | n. 1933     |        |
| 9 de outubro   | Jan Hooks             | atriz                                   | Estados Unidos | n. 1957     |        |
| 18 de outubro  | Anna Nakagawa         | atriz                                   | Japão          | n. 1965     | [ 13 ] |
| 28 de novembro | Roberto Gómez Bolaños | ator, escritor e comediante             | México         | n. 1929     |        |